# سوق مدحت باشا
سوق مدحت باشا (وسمي بالسوق الطويل أيضاً) هو سوق شعبي في مدينة دمشق / سوريا، أنشأ عام 1878 م في عهد والي دمشق مدحت باشا، يمتد سوق مدحت باشا فوق الشارع المستقيم الروماني الذي ورد ذكره في الإنجيل والكتب المقدسة، يقع هذا الشارع في قلب دمشق القديمة موازياً لسوق الحميدية الشهير.

## وصف السوق
هو من أعرق أسواق دمشق القديمة، ومن الأسواق الشرقية الهامة. الجزء الأول منه مسقوف لمسافة كبيرة، وتمتد على جانبي السوق المحلات والحوانيت ذات الأقواس والخانات الأثرية مضفية على السوق الصبغة التاريخية،وهذه المحلات ما زالت تمارس النشاط التجاري، يخترق السوق المدينة القديمة من باب الجابية إلى باب شرقي ويتفرع منه أسواق متخصصة كثيرة مثل سوق الحرير، سوق البزورية، سوق الخياطين، سوق الصوف وغيرهم.
وبإمكان الزائر أن يلاحظ العراقة والتاريخ في كافة جوانب هذا السوق الأثري، في البيوت والمحلات والمباني، ويوجد العديد من الخانات الأثرية القديمة والمساجد الأثرية والتفرعات المليئة بروائع التاريخ مثل قصر النعسان ومكتب عنبر وهو عبارة عن نموذج للبيت الشامي الدمشقي بجماله الرائع وقد أصبح الآن قصرا للثقافة، يتميز البيت الدمشقي بساحاته الفسيحة ونوافذه ذات الزجاج الملون والزخارف وبجماليات كثيرة.
وفي الجزء المكشوف من سوق مدحت باشا وقبل باب شرقي يوجد العديد من الكنائس العريقة والهامة مثل كنيسة حنانيا والتي تعود للعصر البيزنطي ومقدسات تعود لبدايات المسيحية وأماكن تاريخية هامة، وفي وسطه تقريبا (مئذنة الشحم) والمصلبة وتلة السماكة، والممرات الجانبية في هذا القسم من مدحت باشا تصل بك إلى حارات عريقة فيها الكثير من عبق التاريخ وحولت العديد من بيوتها إلى مطاعم شرقية راقية وجاليريات ومعارض للفن الحديث.

## أبرز السلع في السوق
يشتهر سوق مدحت باشا ببيع الصناعات النسيجية، والعباءات الرجالية المذهبة، والكوفيات، والأقمشة الحريرية، والصناعات المحلية المميزة، والشراشف، والديباج، والمناشف، والستائر والمشغولات النحاسية والموزاييك والمصدفات، والقهوة والبن، والمكسرات، و أغراض العطارة والأعشاب والتحف والهدايا والسيوف والمصنوعات والمشغولات الشرقية الدمشقية الشهيرة.